# Staropramen

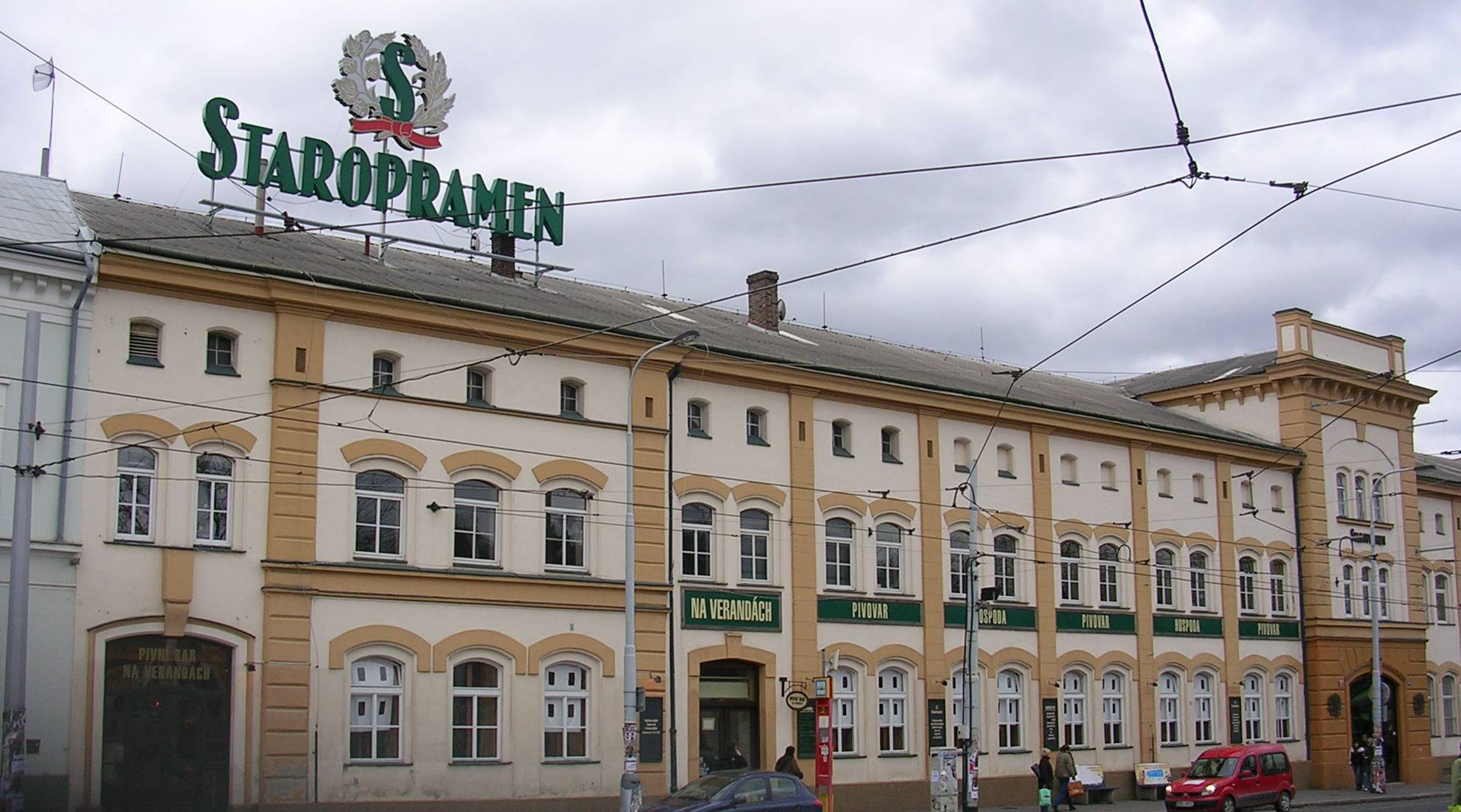
Cervecería Staropramen en Praga.

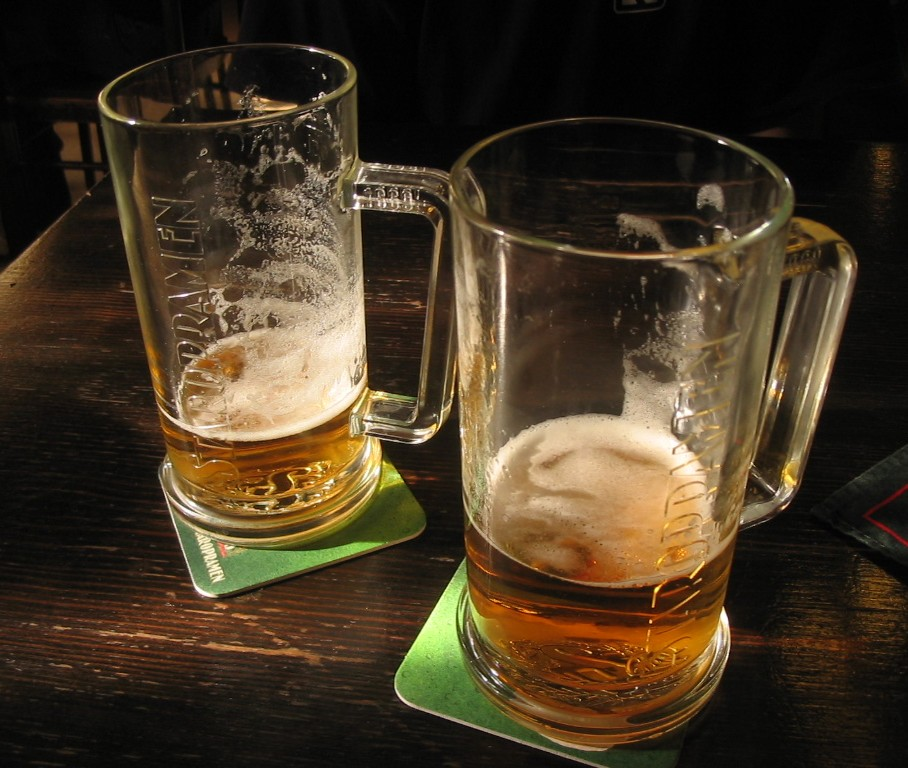
Staropramen en vaso oficial.

Pivovary Staropramen s.r.o. es una empresa cervecera checa, el segundo mayor fabricante de cerveza del país, situado en el distrito Smichov de Praga. Se fundó en 1869 y el nombre de la marca, que significa literalmente "fuente antigua" fue registrado en 1911. Es propiedad de Molson Coors y sus productos se exportan a 37 países, principalmente a Europa y Norteamérica. Se ha convertido en una de las lager favoritas en Irlanda, donde compite con la Guinness.

## Historia
La historia de la cervecería Staropramen comenzó en 1869, cuando se ofrecieron a la venta acciones para una "cervecería común en Smíchov". El edificio de la fábrica de cerveza se completó y la cerveza se elaboró por primera vez en 1871. La fábrica de cerveza Ostravar abrió sus puertas en 1898, seguida un año más tarde por la fábrica de cerveza Braník; estas dos cervecerías se fusionarían más tarde como Staropramen.
Debido a la competencia de otras cervecerías de Praga, la marca Staropramen, que se traduce como "fuente antigua" (fuente de agua), se registró en 1911. Después de la Primera Guerra Mundial, las tres cervecerías experimentaron un período de crecimiento sostenido, y en la década de 1930 Staropramen fue la cervecería más grande de Checoslovaquia. Con el socialismo después de la Segunda Guerra Mundial, todas las cervecerías checoslovacas se nacionalizaron, incluida Staropramen. Después de que el socialismo terminó en 1989, la cervecería, junto con las cervecerías Braník y Měšťan, se convirtió en 1992 en parte del Grupo de las cervecerías de Praga (Pražské Pivovary), que en 1996 estaba bajo el control de la Cervecería Bass. Bass incorporó a Ostravar al grupo en 1997, luego en 2000 vendió sus operaciones de elaboración de cerveza a Interbrew, que se fusionó con AmBev en 2004 para formar Inbev. Staropramen ha experimentado un crecimiento estable y actualmente es el segundo mayor productor de cerveza de la República Checa, por detrás de Plzeňský Prazdroj, con una participación del 15,3% del mercado nacional.
A mediados de octubre de 2009, el fondo de capital privado CVC Capital Partners compró todas las participaciones de Anheuser-Busch InBev en Europa Central (incluido Staropramen) por €2,23 mil millones. Cambiaron el nombre de las operaciones de StarBev. En abril de 2012, Molson Coors compró StarBev.

## Productos
- Staropramen Premium Lager—una pilsen tradicional checa
- Staropramen Granat—una pilsen semioscura
- Staropramen Dark—una lager estilo bávaro
- Kvasnicak—refrescante, muy turbia y con sabor a levadura
- Braník
- Velvet
- Kelt
- Ostravar Original
- Ostravar Premium
- Ostravar Strong
- OSTO6

Es común en Praga que los bares sirvan una sola marca de cerveza; es posible hacerse una idea de la popularidad de las Staropramen teniendo en cuenta el número de bares en los que se sirve. Staropramen se lleva gran parte del mercado nacional de cerveza, que comparte con Pilsner Urquell, Starobrno, Budvar y Krušovice.
En Gran Bretaña, Staropramen se abrevia a veces informalmente a "Star".